# Adetomeris erythrops
Adetomeris erythrops är en fjärilsart som beskrevs av Blanchard 1852. Adetomeris erythrops ingår i släktet Adetomeris och familjen påfågelsspinnare. Inga underarter finns listade i Catalogue of Life.